# Blackstar (singel)
„Blackstar” – piosenka Davida Bowiego, pierwszy singel z albumu Blackstar.  Piosenka i jej teledysk zostały pokazane 19 listopada 2015, singel z utworem wszedł do sprzedaży dzień później.  Utwór spotkał się z bardzo dobrym przyjęciem krytyków i fanów Bowiego, ale nie odniósł sukcesu komercyjnego.

## Piosenka
Tony Visconti opisał utwór jako składający się z dwóch osobnych piosenek które zostały połączone w jego utwór, ale według grającego na instrumentach klawiszowych Jasona Lindnera utwór od początku był napisany jako dwuczęściowa suita z improwizacją łączącą obydwie części utworu.  Pierwsza wersja utworu liczyła ponad jedenaście minut, ale wersja ostateczna została zmiksowana do dziewięciu minut i 57 sekund z powodu ograniczeń systemu iTunes – ten serwis nie pozwala na publikację singli o czasie trwania ponad 10 minut.
Według zwolenników teorii spiskowych, zarówno piosenka jak i cały album zawierają liczne ostrzeżenia przed nadciągającą apokalipsą. Sam Bowie nie wypowiedział się na temat symboliki i znaczenia piosenki.  Donny McCaslin który brał udział w sesji nagraniowej powiedział w wywiadzie, że Bowie miał mu powiedzieć, że jest to piosenka o Państwie Islamskim, ale inni muzycy zaprzeczyli tej interpretacji, twierdząc, że nie wiedzą o czym ona jest.

## Singel
„Blackstar” został wprowadzony do sprzedaży 20 listopada 2015 w wersji cyfrowej.

## Teledysk
Dzień przed wprowadzeniem singla do sprzedaży, 19 listopada, zaprezentowano teledysk ilustrujący utwór. Został on pokazany w Internecie oraz na oficjalnym pokazie w brooklynskim kinie Nitehawk. Po oficjalnym pokazie odbyła się konferencja prasowa z twórcą klipu Johanem Renckiem, który opisał w jaki sposób spotkał się z Bowiem oraz jak przebiegał proces twórczy.
Film krótkometrażowy będący teledyskiem utworu utrzymamy jest w surrealistycznym klimacie. Joe Lynch z „Billboardu” opisał go jako „eksperymentalną opowieść z elementami science fiction, tańca współczesnego i symbolizmem zainspirowanym pracami Jodorowsky’ego”.  W teledysku, humanoidalna kobieta z ogonem odnajduje martwego astronautę i zabiera jego przyozdobioną klejnotami czaszkę do starego, nieziemskiego miasta gdzie grupa kobiet wykonuje rytuał nad odnalezioną czaszką. Teledysk został określony przez recenzenta „Billboardu” jako „dziwny, bajeczny i fascynujący”.
Bowie aktywnie współpracował z Renckiem w trakcie planowania zdjęć do teledysku robiąc wiele sugestii i wysyłając mu skecze z pomysłami dotyczącymi wyglądu teledysku, jednym ze źródeł pomysłów do teledysku były prace Aleistera Crowleya.  Obydwa twórcy postanowili aby znaczenie filmu było otwarte do różnych interpretacji. Ogon kobiety występującej w początkowej części filmu był pomysłem Bowiego, który wytłumaczył go tylko jako „coś jakby seksualnego”. Według Rencka, Bowie gra w teledysku trzy różne postacie – w początkowej fazie utworu jest to niewidomy prorok, następnie „krzykliwy macher” w środkowej części filmu i ostatecznie „ksiądz” trzymający księgę z tytułową czarną gwiazdą.
Motywy i metaforyka teledysku oraz samego utworu doczekały się licznych analiz i interpretacji.  Niektóre z nich doszukują się w wizerunkach teledysku nawiązań do wcześniejszej twórczości Bowiego, religii i polityki, inne analizują teledysk pod kątem licznych ich zdaniem nawiązań do okultyzmu.

## Przyjęcie krytyczne
Singel „Blackstar” nie wspiął się na żadne listy przebojów, ale jest to refleksja naszych czasów, a nie samej piosenki.

Krytyce bardzo różnie określili gatunek muzyczny utworu; według jednego z nich piosenka łączy cechy art rocka i jazzu eksperymentalnego, dla innego utwór to „piosenka science fiction z gatunku jazzu awangardowego z rytmem drum and bass, tonalną melodią zainspirowaną chorałem gregoriańskim i zmiennym znakiem metrycznym ”, jeszcze inny określił ją jako „początkowo w stylu przypominającym acid house i przechodzącą po saksofonowym solo do prawie bluesowej części”.
Ryan Dombel z serwisu Pitchfork uznał piosenkę za „najlepszy nowy utwór”, oceniając ją jako „cudownie dziwną i ekspansywną” i pisząc „że jest bliższa kokainowym fantazjom wydanego w 1976 longplaya Station to Station niż prawie wszystko co Bowie zrobił od tego czasu”.
Mark Beaumont z New Musical Express opisał piosenkę jako „10-minutowy, wieloczęściowy utwór używający religijnej i fantastyczno-naukowej metaforyki”, oceniając, że utwór jest odważnie i wspaniale wyróżniający się, potrzebny anty-25 (album Adele) dokładnie teraz kiedy czegoś takiego potrzeba.
Lucy Barber-Hancock z portalu muzycznego Renowned for Sound oceniła singla na cztery gwiazdki z pięciu i napisała „jeżeli reszta albumu jest tak fantastyczna jak pierwszy singel to czeka nas prawdziwa muzyczna gratka”.
Neil McCormick z „The Telegraph” wystawił piosence ocenę pięciu gwiazdek z pięciu  oceniając bardzo wysoko zarówno sam utwór jak i jego teledysk jako połączenie mitologii Lovecrafta z artystyczną wizją Davida Lyncha.  Recenzent z „The Guardian” także wysoko ocenił piosenkę pisząc o wyraźnych jazzowych wpływach które można w niej usłyszeć.
Tim De Lisle pisząc dla The Mail on Sunday ocenił piosenkę jako „najodważniejszy singel roku wydany przez dużą gwiazdę i to w dodatku wydany przez starszego pana który już w 2012 zakwalifikował się do pobierania emerytury”.  Sam utwór opisał jako „bardzo długi, bardzo ciemny i bardzo dziwny 10-minutowy utwór brzmiący równocześnie bardzo współcześnie jak i średniowiecznie.  [...]   Początkowo dezorientująca, piosenka powoli daje się zrozumieć.  Bowie dał nam folk, glam, soul i Krautrock; oczywiście nie mogło się obyć bez chorału gregoriańskiego.  Używając solennej surowości stworzył balladę o złowieszczej piękności”.
Singel miał także bardzo pozytywną rekcję wśród fanów Bowiego; Gerard Way (My Chemical Romance) napisał, że „zakochał się w nowej piosence i jej teledysku”, a Simon Le Bon (Duran Duran) określił utwór jako „oszałamiający”.

## Notowania
iTunes
W serwisie muzycznym iTunes do 22 listopada 2015, utwór był najlepiej notowany w Grecji gdzie dotarł do pozycji 10.  W Stanach Zjednoczonych dotarł do pozycji 208, w Wielkiego Brytanii do 64.
Narodowe listy przebojów
- Belgia - Ultratip Flandria: 96[19]
- Belgia - Ultratip Region Waloński: 47[19]
- Francja - SNEP: 70[20]
- Polska – Lista Przebojów Trójki: 27[21]

Billboard
- Billboard Twitter Top Tracks: 28 (5/12/2015)[22]

## Lista utworów
Singel cyfrowy
| Nr | Tytuł utworu | Długość |
| -- | ------------ | ------- |
| 1. | „Blackstar”  | 9:57    |

## Muzycy
Lista muzyków którzy wzięli udział w nagraniu albumu:
- David Bowie – śpiew, gitara basowa, produkcja, aranżacja instrumentów strunowych
- Donny McCaslin – flet, saksofon, instrumenty dęte
- Jason Lindner – fortepian, organy, instrumenty klawiszowe
- Tim Lefebvre – gitara basowa
- Mark Guiliana – perkusja, instrumenty perkusyjne
- Ben Monder – gitara
- James Murphy – instrumenty perkusyjne